# L'esdeveniment (pel·lícula de 1967)
L'esdeveniment (títol original en anglès: The Happening) és una pel·lícula estatunidenca dirigida per Elliot Silverstein estrenada el 1967. Ha estat doblada al català.

## Argument
Un antic gàngster convertit en home de negocis és segrestat, però els seus parents (la seva dona, la seva mare, i fins i tot els seus antics socis de la Màfia) es neguen a pagar el rescat! Ulcerós, l'home detingut prepara la seva venjança, amb l'ajuda dels seus raptors.

## Repartiment
- Anthony Quinn: Roc Delmonico
- Michael Parks: Sureshot
- George Maharis: Taurus
- Faye Dunaway: Sandy
- Robert Walker Jr.: Herby
- Oskar Homolka: Sam
- Milton Berle: Fred